# Morten Christiansen (Radsportler)
Morten Christiansen (* 16. Mai 1974) ist ein ehemaliger norwegischer Radrennfahrer.
Morten Christiansen wurde 2001 Dritter im Straßenrennen der norwegischen Meisterschaft. Zwei Jahre später gewann er eine Etappe beim Sykkelfestival Kristiansand und wurde mit Jostein Hole und Trond Kristian Schweder norwegischer Meister im Mannschaftszeitfahren. Ab 2005 fuhr Christiansen für das norwegische Continental Team Sparebanken Vest. In seiner ersten Saison dort errang er drei norwegische Meistertitel: im 1000-Meter-Zeitfahren auf der Bahn, ein zweites Mal im Mannschaftszeitfahren (mit Are Hunsager Andresen und Stian Remme) sowie im Straßenrennen. Außerdem wurde er Zweiter beim Skara Grand Prix. 2006 belegte er den zweiten Platz auf einer Etappe der Tour du Loir-et-Cher.

## Palmarès
2005
- Norwegischer Straßenmeister
- eine Etappe FBD Insurance Rás

## Teams
- 2005–2006 Sparebanken Vest